# Magicmaman
Magicmaman est un magazine parental appartenant au groupe de presse français Marie Claire. Il est associé à un site web magicmaman.com et un magazine bimestriel de six numéros et quatre hors-séries par an. Son lectorat est composé de quatre millions de personnes.

## Historique
En mars 1999, Jérome Frizzera, Frédéric Giraud, Laurent Huchet et Lise Bouilly lancent le site Magique Émilie,,, premier site communautaire qui donne la parole aux mamans et jeunes parents et leur permet d’échanger.  
En avril 2000, pour soutenir son développement international, le site devient la marque Magic Maman, les forums devenant « les Magiques Mamans ». 
Magicmaman est soutenu par des business angels et des fonds d'investissement. 
En 2001, Magicmaman et Zelius fusionnent.  
Avec Amalric Poncet et Sébastien Lépinard, fondateurs du site parental Zelius[réf. nécessaire], la société se rapproche en 2007 du groupe Marie Claire et créé un groupement d'intérêt économique, GMC[réf. nécessaire]. En 2009, GMC prend le contrôle de Magicmaman[réf. nécessaire]. 
En juillet 2015, les rédactions de Famili et Magicmaman se rapprochent pour créer un grand pôle parental au sein du groupe. Un pôle qui se renforce et devient « Magicmaman : auprès de vous, à chaque instant », le 1er février 2017, lancé par une campagne de communication et un spot réalisé par GMC[réf. nécessaire].

## La rédaction
Succédant à Cédrine Meier, Olivia Strigari a repris la direction des rédactions print et web de Famili Magicmaman en mars 2016.